# Pachyphyllum favosifolium
Pachyphyllum favosifolium är en orkidéart som beskrevs av Friedrich Fritz Wilhelm Ludwig Kraenzlin. Pachyphyllum favosifolium ingår i släktet Pachyphyllum och familjen orkidéer.
Artens utbredningsområde är Colombia. Inga underarter finns listade i Catalogue of Life.